# 41. ceremonia wręczenia Złotych Globów
Złote Globy za rok 1983 przyznano 28 stycznia 1984 r. w Beverly Hilton Hotel w Los Angeles.

Nagroda im. Cecila DeMille za całokształt twórczości otrzymał Paul Newman.

Laureaci:

## Kino

### Najlepszy film dramatyczny
Czułe słówka, reż. James L. Brooks

nominacje:
- Reuben, Reuben, reż. Robert Ellis Miller
- Pierwszy krok w kosmos, reż. Philip Kaufman
- Silkwood, reż. Mike Nichols
- Pod czułą kontrolą, reż. Bruce Beresford

### Najlepsza komedia/musical
Yentl, reż. Barbra Streisand

nominacje:
- Wielki chłód, reż. Lawrence Kasdan
- Flashdance, reż. Adrian Lyne
- Nieoczekiwana zmiana miejsc, reż. John Landis
- Zelig, reż. Woody Allen

### Najlepszy aktor dramatyczny
- Tom Courtenay – Garderobiany
- Robert Duvall – Pod czułą kontrolą

nominacje:
- Albert Finney – Garderobiany
- Richard Farnsworth – Szary lis
- Tom Conti – Reuben, Reuben
- Al Pacino – Człowiek z blizną
- Eric Roberts – Star 80

### Najlepsza aktorka dramatyczna
Shirley MacLaine – Czułe słówka

nominacje:
- Bonnie Bedelia – Serce do jazdy
- Meryl Streep – Silkwood
- Debra Winger – Czułe słówka
- Jane Alexander – Testament

### Najlepszy aktor w komedii/musicalu
Michael Caine – Edukacja Rity

nominacja:
- Tom Cruise – Ryzykowny interes
- Eddie Murphy – Nieoczekiwana zmiana miejsc
- Mandy Patinkin – Yentl
- Woody Allen – Zelig

### Najlepsza aktorka w komedii/musicalu
Julie Walters – Edukacja Rity

nominacje: 
- Jennifer Beals – Flashdance
- Linda Ronstadt – Piraci z Penzacne
- Anne Bancroft – Być albo nie być
- Barbra Streisand – Yentl

### Najlepszy aktor drugoplanowy
Jack Nicholson – Czułe słówka

nominacje:
- Steven Bauer – Człowiek z blizną
- Kurt Russell – Silkwood
- Charles Durning – Być albo nie być
- Gene Hackman – Pod ostrzałem

### Najlepsza aktorka drugoplanowa
Cher – Silkwood

nominacje:
- Joanna Pacuła – Park Gorkiego
- Bárbara Carrera – Nigdy nie mów nigdy
- Tess Harper – Pod czułą kontrolą
- Linda Hunt – Rok niebezpiecznego życia

### Najlepsza reżyseria
Barbra Streisand – Yentl

nominacje:
- Peter Yates – Garderobiany
- Ingmar Bergman – Fanny i Aleksander
- Mike Nichols – Silkwood
- Bruce Beresford – Pod czułą kontrolą
- James L. Brooks – Czułe słówka

### Najlepszy scenariusz
James L. Brooks – Czułe słówka

nominacje:
- Lawrence Kasdan i Barbara Benedek – Wielki chłód
- Ronald Harwood – Garderobiany
- Willy Russell – Edukacja Rity
- Julius J. Epstein – Reuben, Reuben

### Najlepsza muzyka
Giorgio Moroder – Flashdance

nominacje:
- Stewart Copeland – Rumble Fish
- Giorgio Moroder – Człowiek z blizną
- Jerry Goldsmith – Pod ostrzałem
- Michel Legrand, Alan Bergman i Marilyn Bergman – Yentl

### Najlepsza piosenka
„Flashdance...What a Feeling” – Flashdance – muzyka: Giorgio Moroder; słowa: Keith Forsey i Irene Cara
 
nominacje:
- „Maniac” – Flashdance – muzyka i słowa: Dennis Matkosky i Michael Sembello
- „Far from Over” – Pozostać żywym – muzyka i słowa: Frank Stallone i Vince DiCola
- „Over You” – Pod czułą kontrolą – muzyka i słowa: Bobby Hart i Austin Roberts
- „The Way He Makes Me Feel” – Yentl – muzyka: Michel Legrand; słowa: Alan Bergman i Marilyn Bergman

### Najlepszy film zagraniczny
Fanny i Aleksander, reż. Ingmar Bergman (Szwecja)

nominacje:
- Carmen, reż. Carlos Saura (Hiszpania)
- Garderobiany, reż. Peter Yates (Anglia)
- Edukacja Rity, reż. Lewis Gilbert (Anglia)
- Szary lis, reż. Phillip Borsos (Kanada)